# اولو، فنلاند
اُولو (به فنلاندی: Oulu) نام یکی از شهرهای استان استروبوسنیای شمالی در کشور فنلاند است. این شهر پر جمعیت‌ترین شهر شمال فنلاند و ششمین شهر بزرگ این کشور است. اولو یکی از بزرگترین شهرهای شمالی جهان است.

## جستارهای ویژه
- فهرست شهرهای فنلاند